# Zadruga eslava

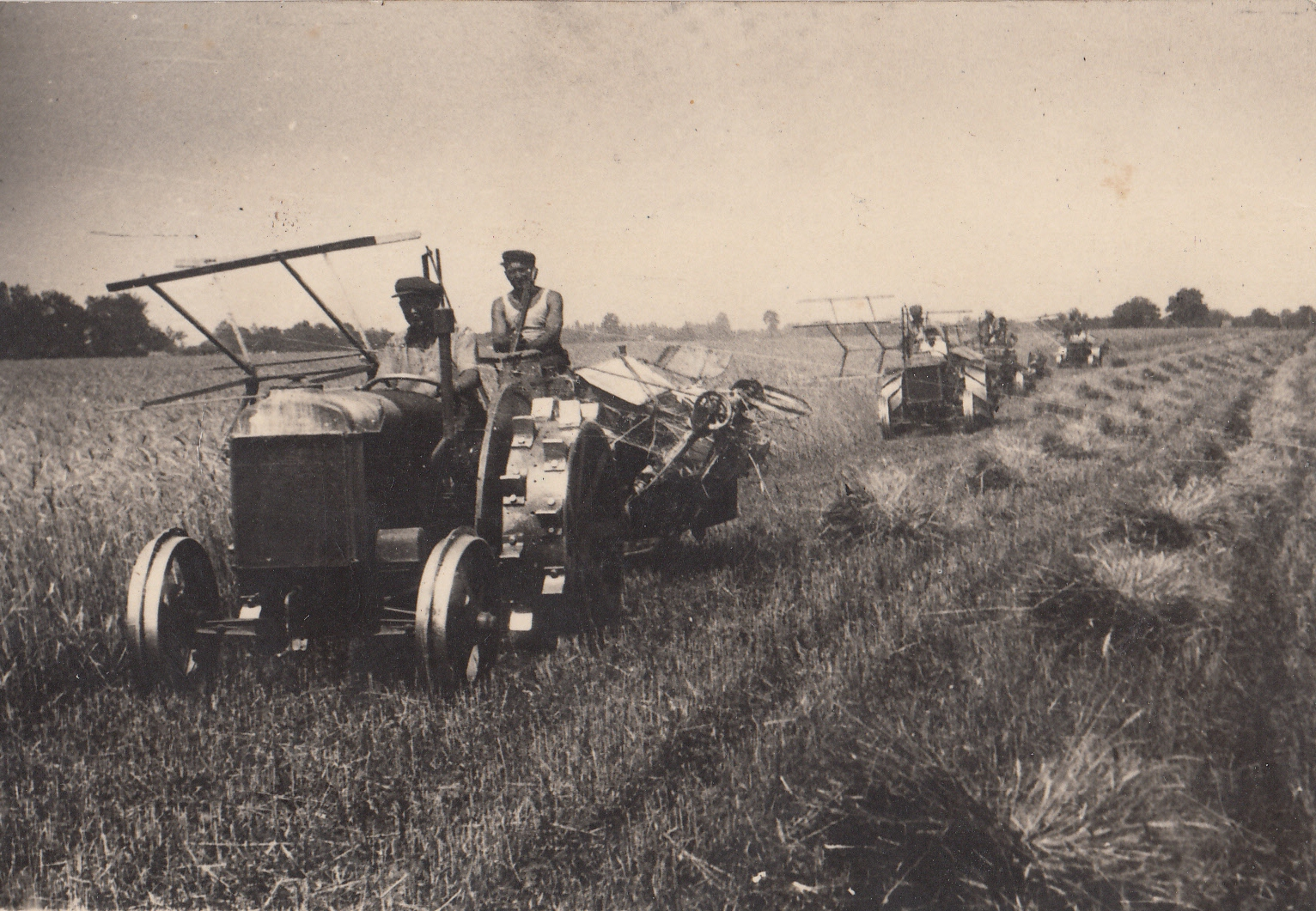
Colheita em Bački Petrovac (Vojvodina, Serbia)

Zadruga (Cirilico: Задруга) se refere a um tipo de comunidade rural tradicional, comum entre os povos eslavos, que historicante habitam os Balcãs. O termo era usado pelo Partido Comunista da Yugoslavia para designar sua tentativa de implantação das fazendas coletivas, após da Segunda guerra mundial. Na sua origem, geralmente as zadrugas eram formadas por uma única família ou clã de parentes e possuiam a propriedade, rebanho e dinheiro, com o patriarca, ou membro mais velho, ditando as regras e tomando as decisões pela família, embora às vezes, ao atingir idade avançada, ele delegasse esse direito para um de seus filhos.
Por ser baseada no sistema patriarcal, quando a mulher casava na zadruga, ela deixava a zadruga dos pais e juntava-se à do seu novo marido. Nos limites de uma zadruga, todos os membros da família trabalhavam para garantir que as necessidades de cada membro eram satisfeitas. 
O Sistema Zadruga entrou em declínio no final do século XIX, com as grandes unidades tornando-se ingovernáveis e dividindo-se zadrugas menores ou formando pequenas vilas. No entanto, as zadrugas continuam a ter influência na vida dos Balcãs; mesmo hoje em dia, a típica preocupação com a família que se observa entre os eslavos do sul é em parte devida aos séculos de predominância do Sistema Zadruga. Muitas cidades modernas atuais nos Balcãs tiveram origem em uma zadruga e um grande número delas levam o nome de seu fundador.
Vilas, bairros ou cidades que tiveram origem em Zadrugas podem via de regra serem reconhecidas pelo sufixo, como -ivci, -evci, -ovci, -inci, -ci, -ane, -ene, etc., em seus nomes.
Esse estilo de cooperação é muito similar ao sitema russo do final do século XIX chamado obshchina
Hoje em dia, na Croácia, o termo "zadruga" é utilizado em Direito para designar as pessoas acima de 18 anos de idade.

## Ligação externa
- Zadrugas in Bulgarian society